# Kaytranada
Kaytranada (наст. имя — Луи Кевин Селестин; род. 25 августа, 1992 года) — гаитянско-канадский диджей и музыкальный продюсер. Начал музыкальную карьеру в 2010 году под псевдонимом Kaytradamus. В 2016 году выпустил дебютный альбом под названием 99.9%.
Луи Кевин Селестин родился 25 августа 1992 года в городе Порт-о-Пренс, Гаити. Вскоре после этого его семья переехала в Монреаль, где и прошло его детство. В возрасте четырнадцати лет Селестин становится диджеем. Спустя год, после того, как брат познакомил его с программой FL Studio, занялся написанием музыки.
Свою музыкальную карьеру Селестин начал в 2010 году под псевдонимом Kaytradamus. Он выпустил два релиза под этим псевдонимом и позже, в 2012 году, сменил его на Kaytranada. После этого он выпустил в общей сложности тринадцать релизов, сорок один ремикс и посетил с концертами более пятидесяти городов в Канаде, Америке, Европе и Австралии.
В декабре 2014 года подписал эксклюзивный контракт с лейблом XL Recordings. В течение 2015 года дважды выступал на разогреве у Мадонны во время её тура Rebel Heart Tour, в Канаде и в США.
В апреле 2016 года, в интервью журналу The Fader, заявил, что является геем.
В мае 2016 года был выпущен дебютный альбом под названием 99.9%. В альбом вошли совместные треки с такими музыкантами и музыкальными группами как GoldLink, AlunaGeorge, Syd tha Kyd, Андерсон Пак, Вик Менса и другими. Совместная работа с британским певцом Крейгом Дэвидом также вошла на шестой студийный альбом Крейга Following My Intuition.

## Дискография
- 2016 — 99.9%[англ.]
- 2019 — Bubba[англ.]
- 2024 — Timeless[англ.]
- 2025 — AIN'T NO DAMN WAY!